# 琉球エアーコミューター
琉球エアーコミューター株式会社（りゅうきゅうエアーコミューター、英: RYUKYU AIR COMMUTER CO.,LTD.、略称：RAC）は日本航空（JAL）グループの構成企業である。那覇空港をベースにターボプロップ機（プロペラ機）を用いて沖縄内及び奄美の離島路線を運航している。

## 概要
2020年4月時点では沖縄県及び鹿児島県奄美群島で12路線を運航している。
日本航空（JAL）の系列会社の日本トランスオーシャン航空 （JTA）が株式の過半数を保有している。JALとの直接の資本関係はなく、JALに対しては一般にいう孫会社の関係であるが、JALが間接的にRACの議決権の過半数を所有しているため法令上はJALの連結子会社にあたる。
また、ワンワールドのメンバーではない。JAL以外の航空会社においてワンワールド・エメラルド会員のステイタスを保有している場合でも、琉球エアーコミューターでの優先搭乗が適用されることはない。優先搭乗にはJALマイレージバンクのステイタスが必須となる。
同社のIATAコードは設定されていないが、JALマイレージバンクの搭乗履歴に表示される2レターコードは、親会社であるJTAのIATAコードである「NU」となる。また、JALグループのチェックインカウンターで発行された手荷物タグに表示される2レターコードも「NU」となる。（2019年のJALグループ旅客サービスシステム更新前までは、手荷物タグの2レターコードが「RC」と表記されていた。）
JALグループ各社はJAL・J-AIR・JAC・HACの4社においては運航全便にて運送の共同引き受けを実施し、便名をJAL便に統一しているが、RAC・JTAの2社はRAC・JTA間を含むJALグループ各社間で運送の共同引き受けを実施していない。なお、JTAでは2021年3月28日より、一部の便にてJALとの運送の共同引受を開始したことに伴い、当該便はJAL便として運航している。
RACの便名の数字は700番台・800番台となっており、JTAと便名の数字が重複することはないが、JAL・JTA両社運航便については便名の数字が重複するケースが多いことから、JAL国内線時刻表にも両社運航便には同数字の便名が存在することへの注意喚起の記述が見られる。

## 沿革
1982年から那覇 - 慶良間線を運航していた公共施設地図航空の経営危機に伴い、同路線の運航継続の受け皿となるべく1985年12月24日に設立。公共施設地図航空が1986年に倒産し運航を停止した後、1987年2月17日にRACによって那覇 - 慶良間線の運航が再開された1989年には那覇 - 粟国線を開設して、計2路線を運航することになった。
1991年に南西航空（SWAL。現：日本トランスオーシャン航空、JTA）の増資を受け傘下に入り、1992年にSWALからDHC-6で運航されていた6路線の移管を受けた。

## 年表
- 1985年
  - 12月24日：琉球エアーコミューター株式会社（RAC）設立[1]。
- 1986年
  - 1月28日：慶良間飛行場の設置管理者の地位を継承（1992年4月1日に沖縄県に継承）[8]。
  - 不定期航空運送事業免許を取得[1]。
- 1987年
  - 2月17日：初の就航路線となる那覇 - 慶良間線開設（使用機種・BN-2Bアイランダー）。
- 1989年
  - 12月20日：那覇 - 粟国線開設（BN-2Bアイランダー）[1]。
- 1991年：南西航空（SWAL、現・日本トランスオーシャン航空 (JTA)）からの増資を受け、同社の子会社となり、同時にJALグループの一員となる。
- 1992年
  - 11月16日：SWALから、同社のDHC-6就航路線（那覇 - 南大東・北大東・粟国、宮古・石垣 - 多良間、石垣 - 波照間）を移管[1]。
- 1997年
  - 1月：DHC-6の後継機となるDHC-8-Q100（ダッシュ8）を導入[1]。
  - 4月15日：那覇 - 与論線をJTAから移管、機材はそれまでのYS-11に代わりDHC-8-Q100が就航[1]。
  - 7月20日：現・南大東空港開港により、那覇 - 南大東線にDHC-8-Q100が就航。
  - 10月9日：北大東空港の滑走路が1,500mに延長により、那覇 - 北大東線にDHC-8-Q100が就航。同時に南大東 - 北大東線を開設[1]（ただし那覇 - 南大東 - 北大東 - 那覇あるいは那覇 - 北大東 - 南大東 - 那覇の三角運航）。
  - 11月7日：那覇 - 久米島線開設（DHC-8-Q100）[1]。
- 1999年
  - 2月1日：那覇 - 奄美線開設[1]（DHC-8-Q100、従来エアーニッポンが就航していた路線を継承）。
- 2000年
  - 7月21日：那覇 - 与那国線、石垣 - 与那国線開設[1]（いずれもDHC-8-Q-100で週4日運航）。
- 2002年
  - 1月23日：DHC-6が退役（同機が就航していた路線は、機材をBN-2Bに変更）。
- 2003年
  - 10月10日：新多良間空港の開港に伴い、宮古 - 多良間線にDHC-8-Q100就航。宮古 - 石垣線開設（DHC-8-Q100）[1]。
- 2006年
  - 3月31日：那覇 - 慶良間線、石垣 - 多良間線廃止。
  - 7月：那覇 - 宮古線開設（DHC-8-Q100、7月半ば - 9月の季節限定運航）。
- 2007年
  - 4月：社名（略称）ロゴをJALグループ共通のデザイン（太陽のアーク）に変更。
  - 4月27日：DHC-8-Q300を導入、那覇 - 久米島線と那覇 - 南大東線にそれぞれ就航させた。
  - 11月30日：石垣 - 波照間線廃止。
- 2009年
  - 5月31日：那覇 - 粟国線運休。なお、運休後も6月4日 - 17日の期間、チャーター便が1日2便運航された。
- 2011年
  - 4月：JAL同様、ロゴを鶴丸に変更。鶴丸内の文字はJALのまま。
- 2013年
  - 1月8日：那覇 - 石垣線開設[1]。
- 2015年
  - 12月31日：DHC-8-Q400CC初号機を受領[9]。
- 2016年
  - 4月15日：DHC-8-Q400CCが運航開始（初便は那覇発久米島行きRAC873便[10]）。
- 2017年
  - 2月22日：宮古発那覇行きRAC804便を最後にDHC-8-Q100が運航終了[11]。
- 2018年
  - 1月31日：久米島発那覇行きRAC882便を最後にDHC-8-Q300が運航終了[12]。
- 2022年
  - 7月14日：この日を最後に那覇-奄美線運休[注 3] [13]。

- 2024年

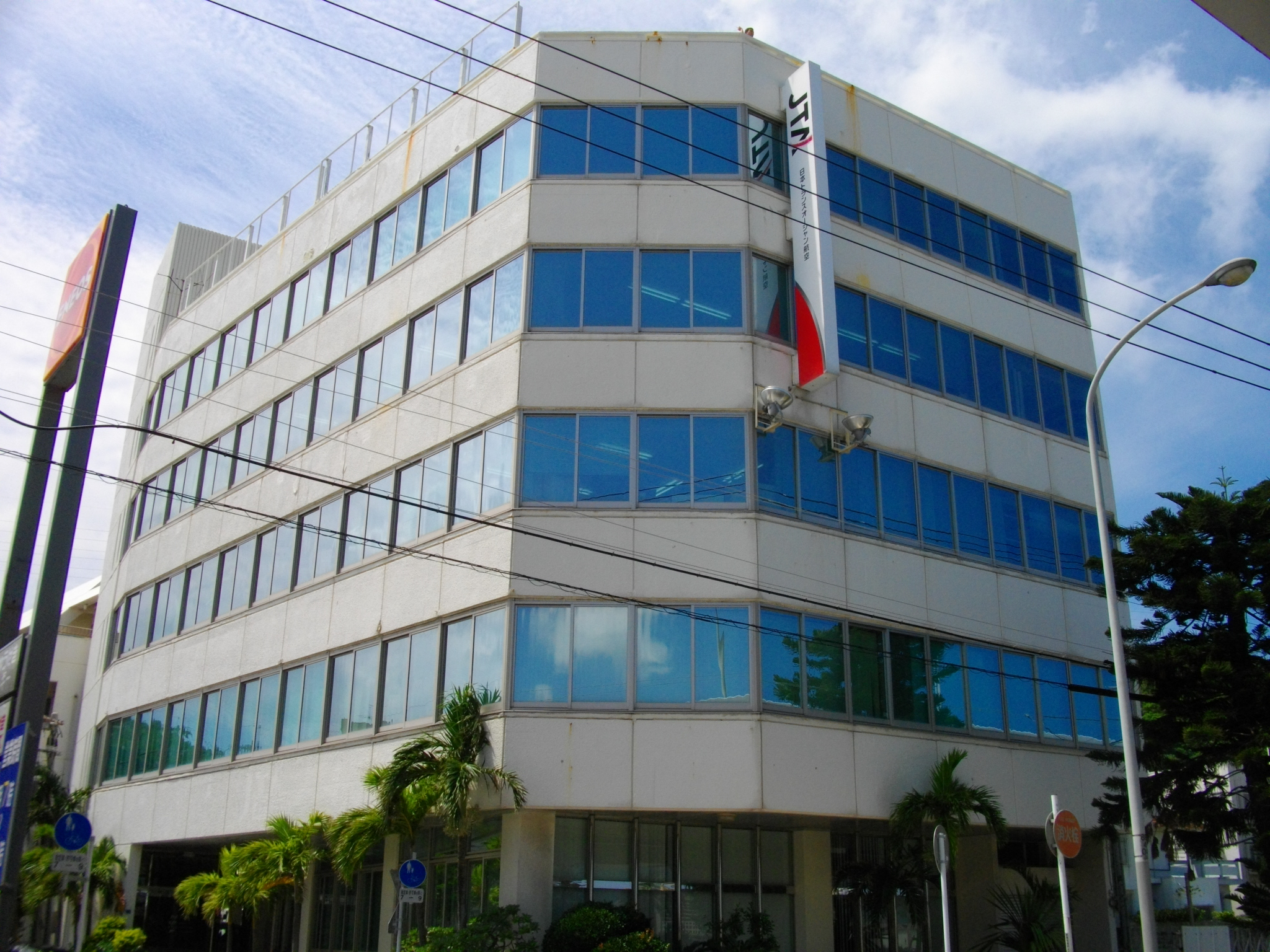
琉球エアーコミューター旧本社（日本トランスオーシャン航空と同居）

  - 7月31日：この日を最後に南大東-北大東線運休。

## 就航路線
2022年7月現在
- 那覇空港 - 与論空港、久米島空港、北大東空港、南大東空港、宮古空港、石垣空港、与那国空港
- 南大東空港 - 北大東空港[注 4] - 2024年8月1日より運休
- 宮古空港 - 多良間空港、石垣空港
- 石垣空港 - 与那国空港

与論空港は沖縄県外に所在する同社唯一の就航地であり、また同社最北端の就航地でもある。

## 運航機材

### 保有機材

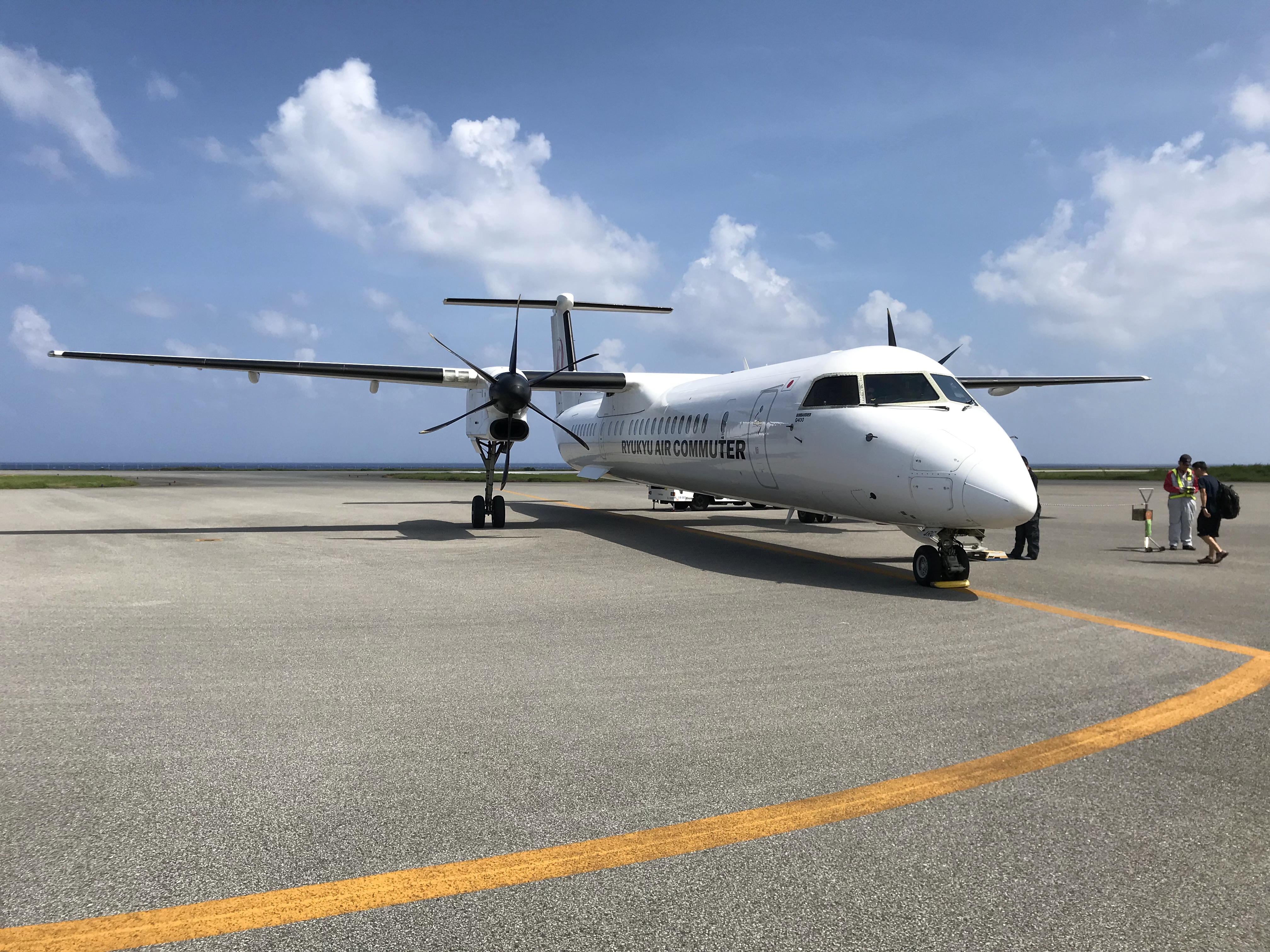
与那国空港に駐機するDHC-8-Q400CC

- ボンバルディアDHC-8-Q400CC
DHC-8-Q100/-Q300の後継機として2015年から2017年にかけて5機導入された[17]。
DHC-8-Q400の貨物室を拡大したコンビ機（貨客型）仕様で、同社がローンチ・カスタマーとなった。貨物室はDHC-8-Q400より拡大された。与那国線など日本トランスオーシャン航空から引き継いだ路線において機材の小型化により貨物搭載量減少が問題になっており[18]、貨物スペースを拡大した機材への更新でこの問題の解決が図られた[19]。貨物室を拡大したことで座席スペースが減少している。その一方で客室乗務員の配置が1名で済むよう座席数をDHC-8-Q300と同じ50席にするためシートピッチを35インチに拡大し、快適性を高めている。
2015年9月30日に、琉球エアーコミューターが本タイプのローンチカスタマーの1社になること、及び、2015年12月に初号機が引き渡され、2016年4月から運航開始予定であることと座席数が50席になることが公式にアナウンスされた[20][21]。2016年1月10日にカナダから東回りでフェリーされた初号機（JA81RC。フェリー時はカナダ籍C-FKIYのレジ）が那覇空港に到着した。鶴丸塗装を施したRAC初の機体でもある。

### 退役機材
- デ・ハビランド・カナダDHC-6（ツインオッター）
1973年に当時の南西航空が導入した。1992年に同社から3機が移管した。DHC-8-Q103の導入を受け、1997年から退役が始まり、2002年に全機退役した[22]。また、同機の塗装は南西航空のもののままだった。尾翼には「RAC」の文字が描かれ、客室前方下部に琉球エアーコミューターの文字が入れられていた[23]。
- ブリテン・ノーマン アイランダー（BN-2B）
設立当時から保有していた機材。1986年から2000年にかけて最大4機導入した。需要拡大や機材の老朽化に伴い、2003年より退役が始まり、2009年7月に最後の機体を第一航空に売却し、全機退役した[24][25][注 5]。同機の退役と前後して、DHC-8が離着陸出来ない800m級滑走路の空港（慶良間・粟国・波照間）から撤退している。
- ボンバルディアDHC-8-Q100
1997年から2003年にかけて最大4機導入した。Q400CCの導入に伴い、2016年より退役が始まり、2017年2月22日を最後に運航終了した[26]。これにより日本の航空会社から同機が姿を消した。
DHC-6に替わる大型機として導入した。設立後初の客室乗務員が必要な機材となった。
- ボンバルディアDHC-8-Q300（JA8936）
2007年に1機導入。座席数を標準より減らし50席とし、客室乗務員の配置を1名に抑えて運航コストの低減を図っていた。主に那覇空港発着路線で使用され、宮古・石垣発着路線に入ることは稀であった。こちらもQ400CCの導入に伴い2018年1月31日を最後に運航終了した。これにより日本の航空会社から同機が姿を消した。

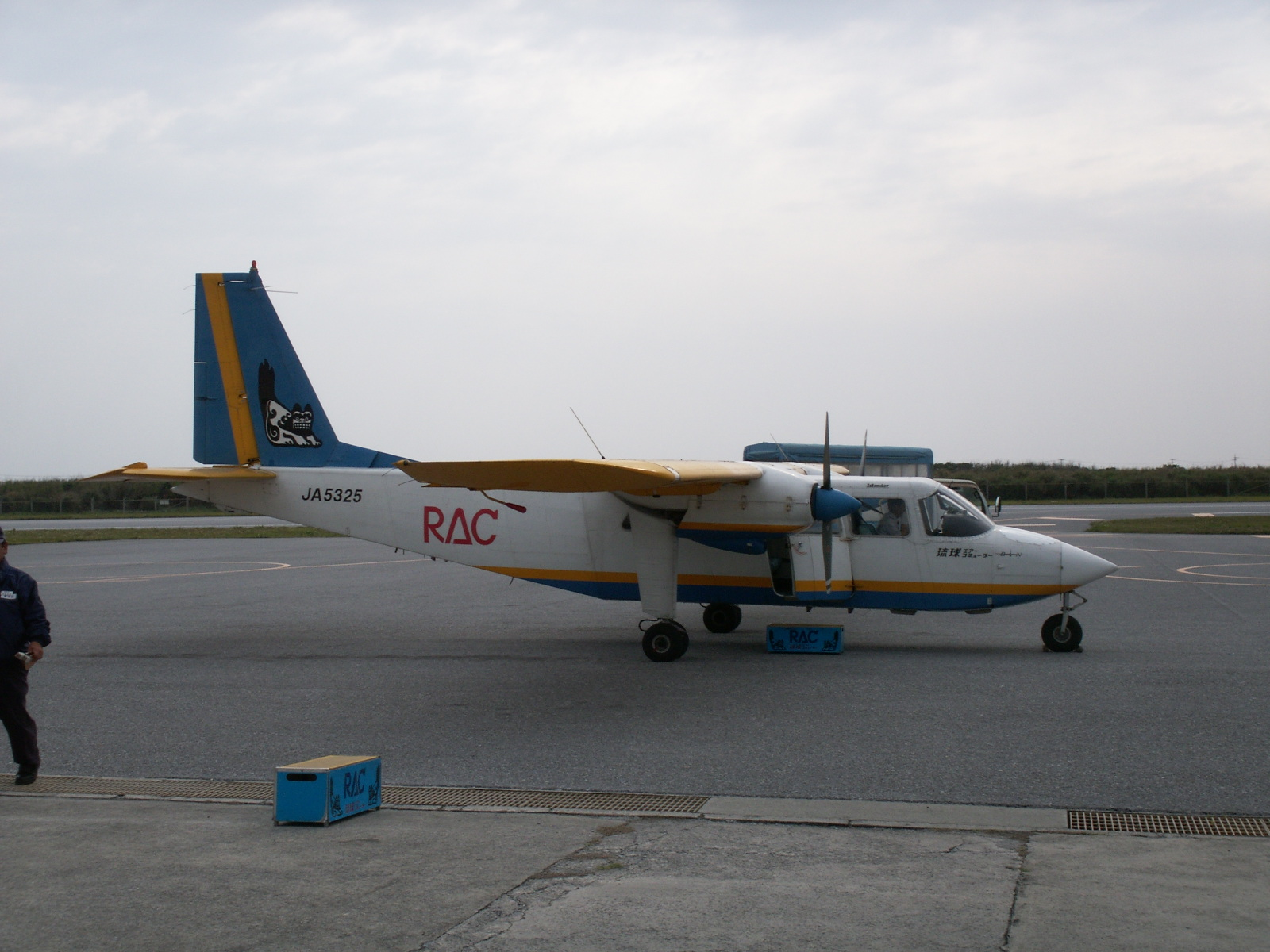
粟国空港に駐機するBN-2Bアイランダー
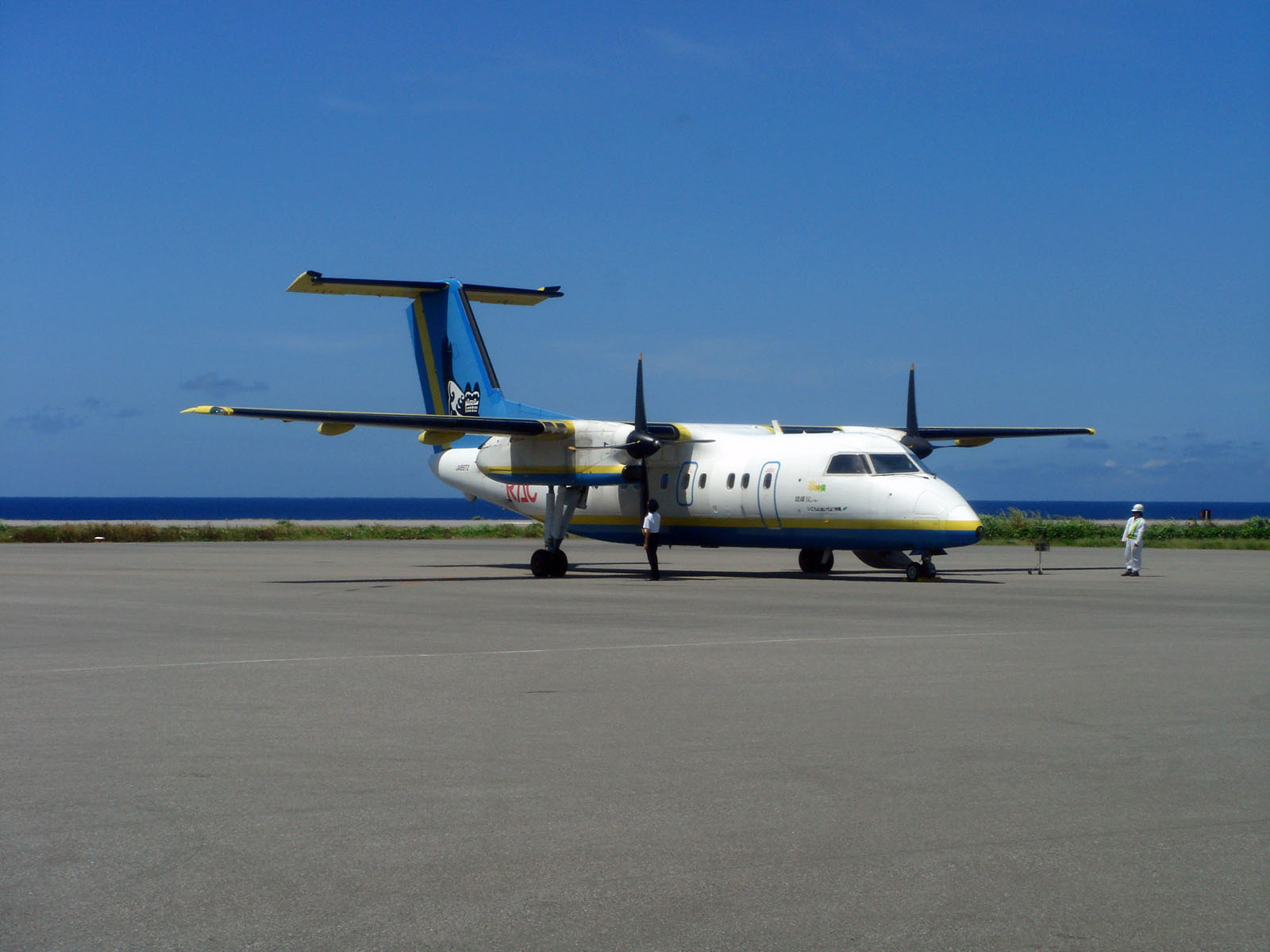
与那国空港に駐機するDHC-8-Q100
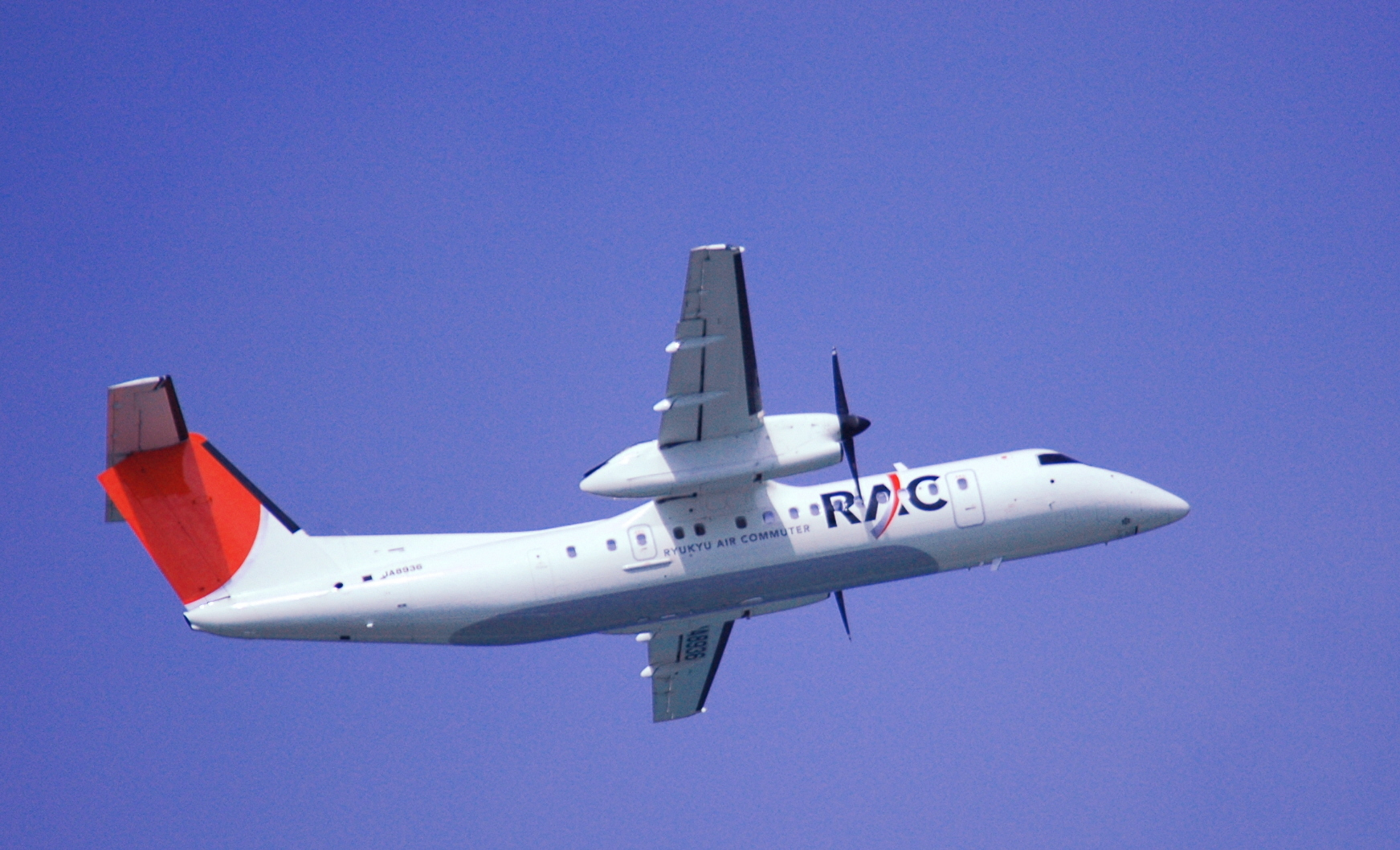
「太陽のアーク」塗装で納入されたDHC-8-Q300

## 塗装

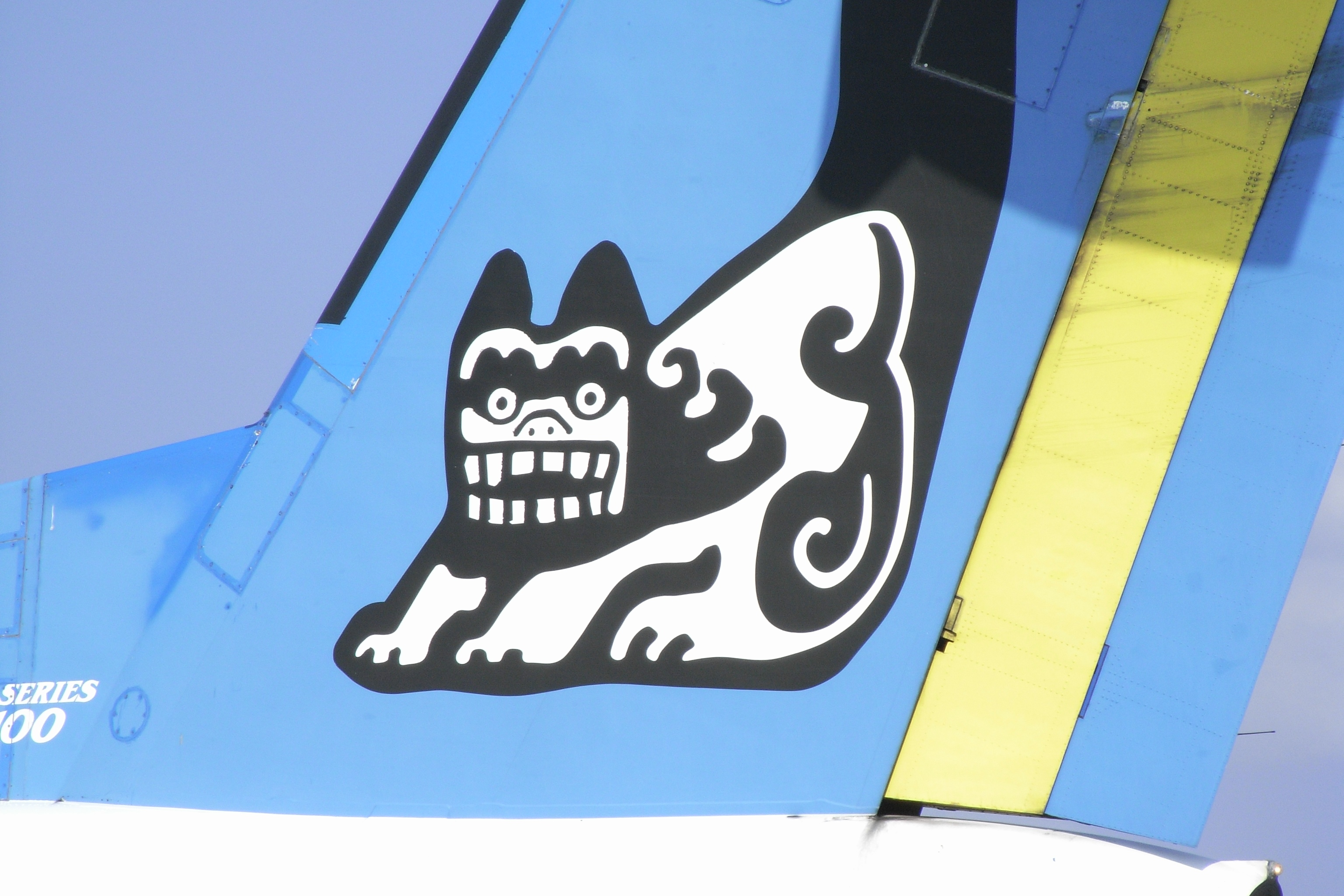
2代目塗装の垂直尾翼
3代目ロゴ

JALグループの一員となってからも長らく独自デザインを使用していたが、3代目からJALグループ各社と統一したデザインに変更している。
設立当時
ホワイトボディに水色のラインを配し、垂直尾翼に水色のRACの文字を配し、Cの上部にノグチゲラが止まっているデザインである。RACの文字はAの横棒が真下に配置されたスタイルである。
2代目
水色に加えて黄色い配色が加えられ、垂直尾翼に白黒のシーサーが描かれたデザインである。RACの表記はドア横に移動した。このデザインは和田誠の手によるものである。
3代目
2007年4月より当時のJALグループの統一ビジュアルイメージであった「Arc of the Sun（太陽のアーク）」デザインが採用されたが、「JAL」が「RAC」（Aの横棒がなくノが入る）に置き換えられ、「RYUKYU AIR COMMUTER」表記を添えたものであった。同年4月導入のDHC-8-Q300はこの塗装で納入された。
4代目
2011年4月よりJALの鶴丸デザインに変更する。ホワイトボディに「RYUKYU AIR COMMUTER」と斜体字で表記されるが、垂直尾翼の鶴丸はJAL表記である。2016年1月導入のDHC-8-Q400CCはこの塗装にて納入された。これによりRACの機体に初めて鶴丸塗装が施されることになった。
- 2代目塗装の垂直尾翼
- 3代目ロゴ

## ボーディング・ミュージック
親会社の日本トランスオーシャン航空とともに同社の地元である沖縄県に因んで沖縄音楽が起用されている。

## 機内サービス
- 客室乗務員は基本的に全便1人しか乗務しない。
- ドリンクサービスはなかったが、2016年4月15日から所要時間1時間以上の路線でドリンクサービスと機内販売が開始された[28]。
- キャンディが配られる。
- 機内誌は日本トランスオーシャン航空の「Coralway」のみ各席に搭載され、「SKYWARD」の閲覧を希望する場合は別途客室乗務員に希望する必要がある。また「JAL SHOP」は搭載されていない。
- オーディオ、ビデオサービスはない。

## 注意点
運航開始当初から小型機のみの運航であり、設立経緯も異なるなどの事情から、親会社の日本トランスオーシャン航空をはじめ他のJALグループ各社とは異なる点があった。
- 持込手荷物・受託手荷物の重量制限があったが、機材が大型のDHC-8シリーズに統一されたため、これらは撤廃された。
- 各空港の設備が最新のものに置き換えられ、航空券が磁気券に切り替わり、JALのカウンターでそのまま手続きができるようになった。この結果webチェックインやICカード、おサイフケータイ、バーコード読取りによる搭乗などのJAL ICサービスも通常のJAL便と同様に使用でき、事前座席指定も可能となった。
- 以前は、JALマイレージバンク（JMB）のマイル加算対象となる路線は日本トランスオーシャン航空も運航している路線（那覇 - 宮古線、那覇 - 久米島線、石垣 - 与那国線、宮古 - 石垣線）と那覇 - 与那国線のみであり、その他の路線はマイル加算・特典航空券利用の対象外であったが、2012年7月18日搭乗分より残りの運航路線でマイルが積算され[注 6]、さらに同年9月1日より特典航空券利用もできるようになった[注 7]。